# إدوارد أوغست فون ريغيل
إدوارد أوغست فون ريغيل (1815-1892) (بالإنجليزية: Eduard August von Regel) هو عالم نبات ألماني.
الجنس النباتي الريغيلية (الاسم العلمي:Regelia) (سماها يوهانس شاور) من الفصيلة الآسية[ ؟ ] سمي على اسمه.